# Piwdenna Salisnyzja
Die Piwdenna salisnyzja (ukrainisch Південна залізниця, deutsch etwa „Südbahn“) ist eine regionale Eisenbahngesellschaft in der nordöstlichen Ukraine mit Hauptsitz in Charkiw und gehört zur ukrainischen Eisenbahngesellschaft Ukrsalisnyzja.

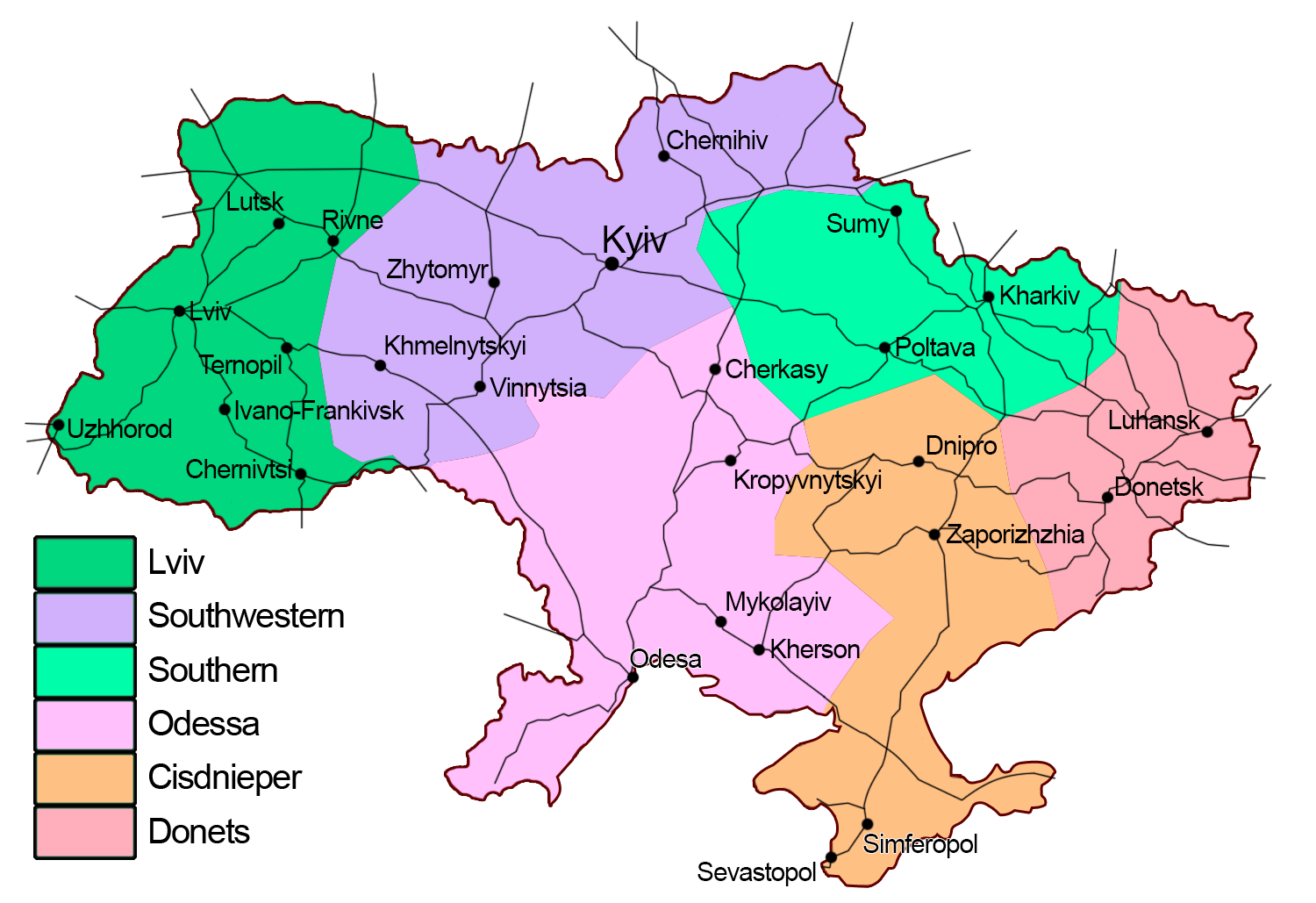
Regionale Eisenbahngesellschaften der Ukraine

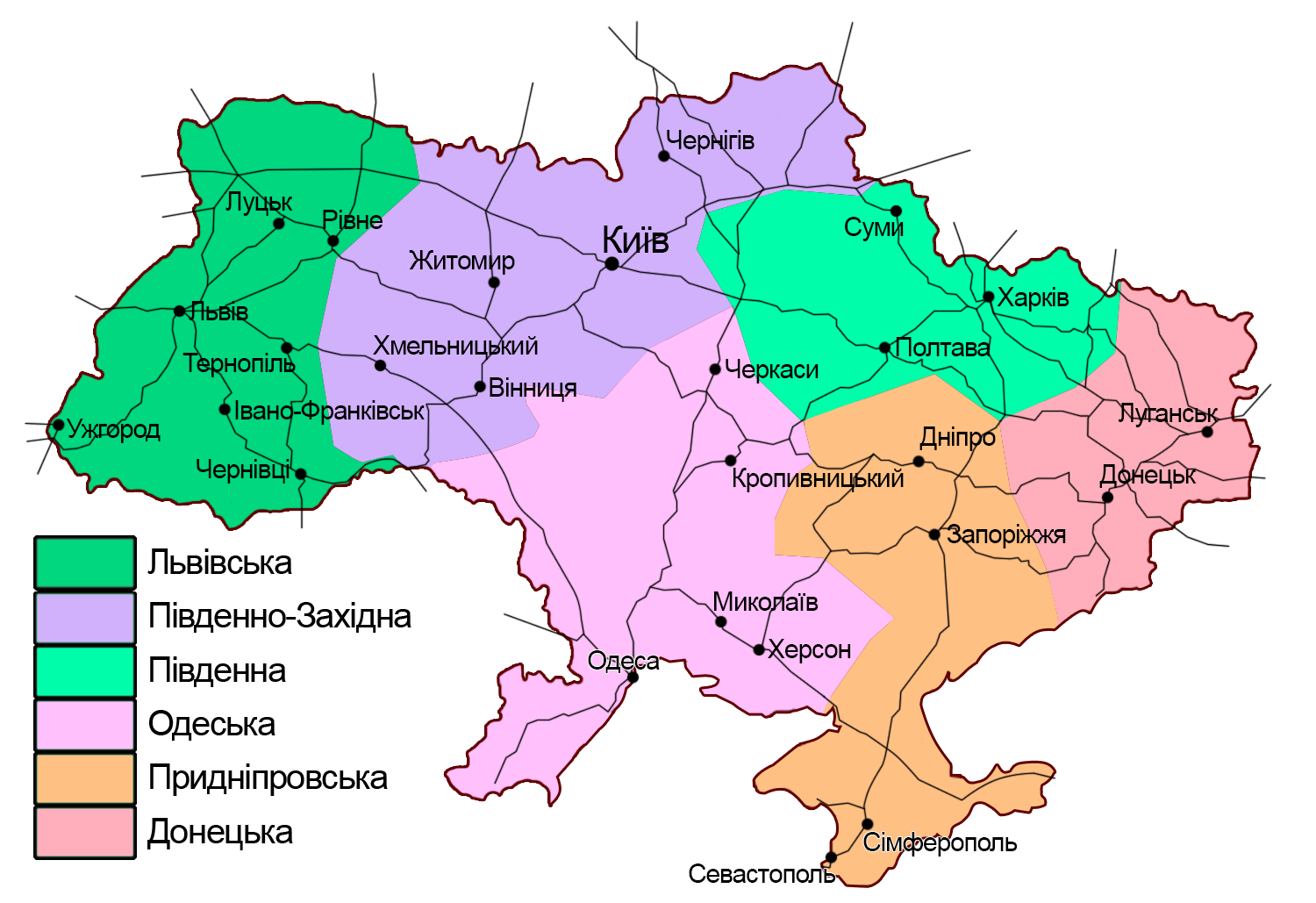
Regionale Eisenbahngesellschaften der Ukraine (ukrainisch)

Die Eisenbahngesellschaft bedient die Streckennetze in den Oblasten Charkiw, Poltawa und Sumy sowie Teilen weiterer umliegender Oblaste wie die Oblast Tschernihiw.
Die Bahngesellschaft betreibt auf einer Gesamtstreckenlänge von etwa 3000 Kilometern den Eisenbahnverkehr.

## Geschichte

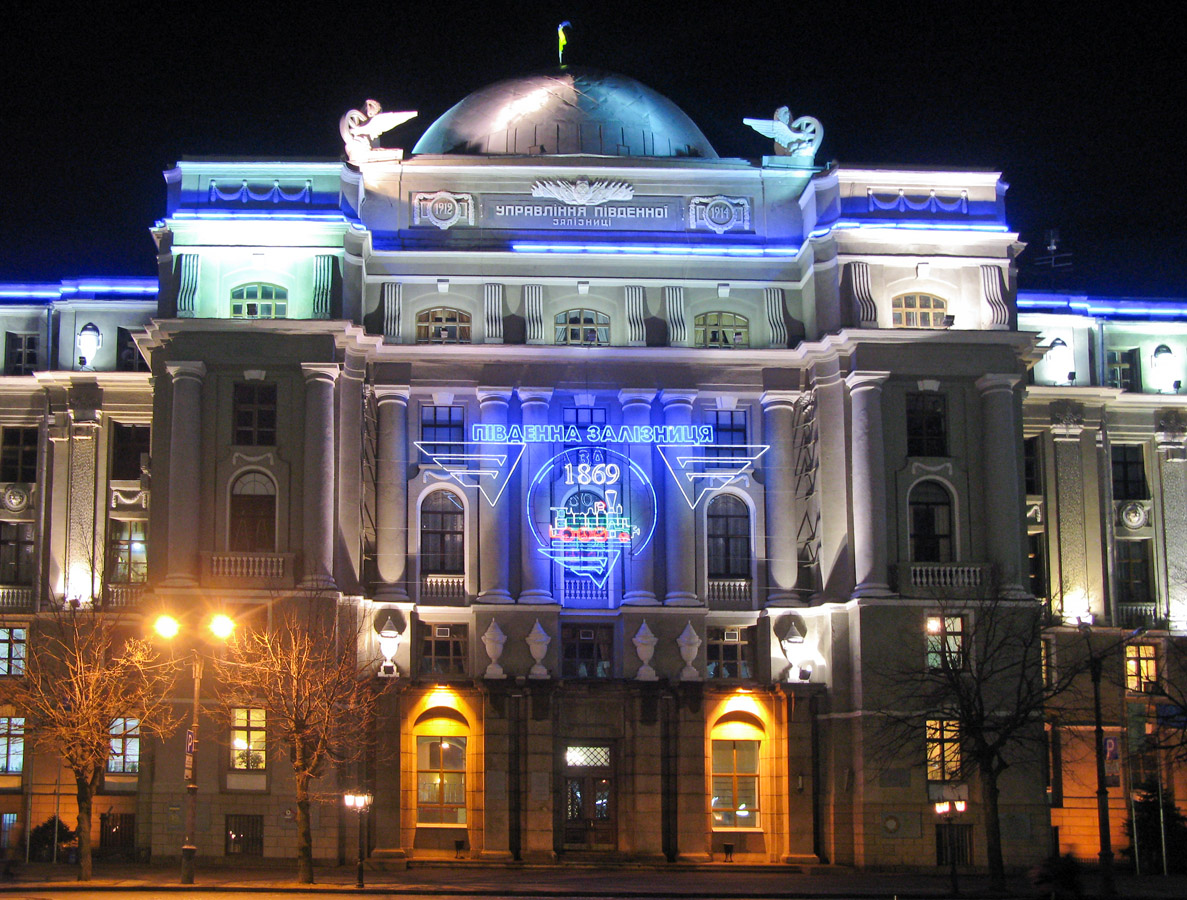
Sitz der Piwdenna Salisnyzja in Charkiw

Die Geschichte der Gesellschaft begann mit der Eröffnung der ersten Strecke zwischen Kursk über Charkiw nach Losowa im Jahre 1869. Die damalige Kursk-Charkow-Asow-Bahn wurde 1896 zur Kursk-Charkow-Sewastopol-Bahn umfirmiert und am 6. Juni 1897 verstaatlicht. Parallel dazu entstand die Charkow-Nikolajew-Bahn, diese wurde am 27. März 1881 verstaatlicht. Im Laufe der Zeit entwickelte sich das Streckennetz stark weiter, 1907 kam es zur Vereinigung der beiden Bahnen unter den Namen Південні казенні залізниці/Piwdenni kasenni salisnyzi bzw. Южные железные дороги/Juschnyje schelesnyje dorogi („Staatliche Südbahnen“).
1934 wurden die Eisenbahnen in der Sowjetunion reformiert und es entstand die Gesellschaft in ihrer heutigen Form.

## Direktionen
- 1 – Eisenbahndirektion Charkiw
- 2 – Eisenbahndirektion Poltawa
- 3 – Eisenbahndirektion Sumy
- 4 – Eisenbahndirektion Kupjansk (Sitz in Kupjansk-Wuslowyj)

## Bahnstrecken
- Bahnstrecke Bachmatsch–Krementschuk (über Lochwyzja und Romodan mit Zweigstrecke nach Hadjatsch)
- Bahnstrecke Bachmatsch–Odessa (über Pryluky, Hrebinka, Solotonoscha, Smila, Pomitschna, Kolosiwka und Rauchiwka)
- Bahnstrecke Borschtschi–Charkiw (über Pidhorodna, Pomitschna, Kropywnyzkyj, Snamjanka, Korystiwka, Burty, Krementschuk, Poltawa, Kolomak und Ljubotyn)
- Bahnstrecke Charkiw–Kursk (nach Russland über Belgorod und Sarajewka – Grenzbahnhof Kosatscha-Lopan/Naumowka)
- Bahnstrecke Charkiw–Lgow (nach Russland über Proletarski/Gotnja – Grenzbahnhof Odnorobiwka/Chotmyschsk)
- Bahnstrecke Charkiw–Horliwka (über Smijiw, Swjatohirsk, Lyman, Siwersk und Bachmut/Artemiwsk)
- Bahnstrecke Charkiw–Balaschow (über Kupjansk nach Russland über Waluiki und Liski – Grenzbahnhof Topoli/Solowei)
- Bahnstrecke Dnipro–Smijiw (über Samar, Berestyn und Merefa)
- Bahnstrecke Kiew–Poltawa (über Hrebinka und Romodan)
- Bahnstrecke Kupjansk–Swjatohirsk
- Bahnstrecke Poltawa–Rostow (über Berestyn, Losowa, Dubowe, Slowjansk, Kramatorsk, Kostjantyniwka, Horliwka/Mykytiwka, Krynytschna, Charzysk und Ilowajsk nach Russland über Taganrog – Grenzbahnhof Kwaschyne/Uspenskaja)
- Bahnstrecke Pryluky–Homel (über Nischyn und Tschernihiw nach Weißrussland – Grenzbahnhof Hornostajiwka/Krawzowka)
- Bahnstrecke Woroschba–Charkiw (über Sumy, Kyrykiwka und Ljubotyn)

Teilweise unter Fremdverwaltung
- Bahnstrecke Sewastopol–Charkiw (über Dschankoj, Fedoriwka, Saporischschja, Synelnykowe, Pawlohrad, Losowa und Merefa mit Zweigstrecken nach Jewpatorija und Henitschesk)
- Bahnstrecke Sumy–Horliwka (nach Russland über Proletarski/Gotnja und Belgorod und wieder in die Ukraine über Wowtschansk, Kupjansk, Lyssytschansk und Popasna – Grenzbahnhöfe Puschkarne/Ilek-Penkowka und Neschegol/Wowtschansk)